# Болгаро-французские отношения
Болгаро-французские отношения — двусторонние дипломатические отношения между Болгарией и Францией. Отношения между двумя странами были установлены 8 июля 1879 года.
Обе страны являются членами НАТО, ЕС и Франкофонии.

## История отношений
Дипломатические отношения между Болгарией и Францией были установлены 8 июля 1879 года.
Первый договор между франками и болгарами был заключен в IX веке, 829 году.
Франция была образцом для установления государственных принципов в Болгарии при строительстве современного болгарского государства во второй половине 19 века. В то время французский был самым изучаемым иностранным языком в Болгарии.
В 1989 году Софию посетил Президент Франции Франсуа Миттеран.
Франция и Болгария были врагами во время Первой и Второй мировых войн.

## Дипломатические миссии
- У Болгарии есть посольство в Париже[2], генеральное консульство в Лионе[3], консульство в Марселе[4] и постоянное представительство в Страсбурге[5]
- У Франции есть посольство в Софии[6], почётное консульство в Варне[7] и консульство в Пловдиве[8]